# Gazza squamiventralis
Gazza squamiventralis is een straalvinnige vissensoort uit de familie van ponyvissen (Leiognathidae). De wetenschappelijke naam van de soort is voor het eerst geldig gepubliceerd in 2001 door Yamashita & Kimura.